# Плотность потока энергии
Пло́тность пото́ка эне́ргии — физическая величина, численно равная потоку энергии через малую площадку, перпендикулярную направлению потока, делённому на площадь этой площадки:
{\displaystyle J={\frac {d^{2}W}{dt\,dS}}}.
В СИ измеряется в Вт/м2. 
Нередко вводят также вектор плотности потока энергии (так называемый вектор Умова)
{\displaystyle {\vec {J}}={\frac {d^{2}W}{dt\,dS}}\,{\vec {e}}_{W}},
величина которого равна плотности потока энергии, а направление совпадает с направлением переноса энергии
({\displaystyle {\vec {e}}_{W}} — единичный вектор в этом направлении). В электродинамике вектор плотности потока электромагнитной энергии носит название вектора Пойнтинга.
Плотность потока энергии, усреднённая по достаточно большому промежутку времени или (для периодического процесса) по периоду,
{\displaystyle I={\frac {1}{T}}\int \limits _{0}^{T}J(t)dt={\frac {1}{T}}\int \limits _{0}^{T}{\frac {d^{2}W}{dt\,dS}}\,dt={\frac {1}{T}}\int \limits _{0}^{T}{\frac {dP}{dS}}\,dt},
часто называется интенсивностью. Здесь {\displaystyle 0\ldots T} — промежуток времени усреднения, {\displaystyle dS} — площадка, через которую переносится энергия, {\displaystyle P} — переносимая мощность.
Также имеется понятие спектральной плотности потока энергии — плотности потока энергии в узком интервале частот {\displaystyle \nu } или длин волн {\displaystyle \lambda }, отнесённой к величине интервала:
{\displaystyle {\vec {J}}_{\nu }(\nu )={\frac {d^{3}W}{dt\,dS\,d\nu }}\,{\vec {e}}_{W}\,\,} или {\displaystyle \,\,{\vec {J}}_{\lambda }(\lambda )={\frac {d^{3}W}{dt\,dS\,d\lambda }}\,{\vec {e}}_{W}}
с размерностью соответственно Вт/м2Гц или Вт/м2м. 

## Связь с фотометрическими величинами
Понятия «поток энергии» и «плотность потока энергии» используются применительно к произвольному виду энергии. Если речь идёт об энергии, переносимой оптическим излучением, то в фотометрии вместо термина «поток энергии» используют эквивалентный для такого случая термин «поток излучения». Что касается термина «плотность потока энергии», то в фотометрии наряду с этим понятием используются имеющие ту же размерность и близкий физический смысл понятия «облучённость» (энергетическая освещённость) и «энергетическая светимость». «Облучённость» отличается от плотности потока энергии тем, что относится только к оптическому излучению и представляет собой поток энергии, падающий на произвольно ориентированную малую площадку, отнесённый к площади этой площадки. «Энергетическая светимость» отличается от плотности потока энергии тем, что относится только к оптическому излучению и представляет собой поток энергии, излучаемый произвольно ориентированной малой площадкой, отнесённый к площади этой площадки.